# Hôtel d'Espinoy
El Hôtel d'Espinoy es una mansión privada ubicada en lado norte de 
Place des Vosges, entre el Pavillon de la Reine y el Hôtel de Tresmes en el 3 distrito de París, Francia. 
Fue clasificado como monumento histórico en 1984, junto con el vecino pabellón de la Reina.